# Dobra praktyka produkcyjna
Dobra Praktyka Produkcyjna (DPP), Dobra Praktyka Wytwarzania (ang. Good Manufacturing Practice – GMP) – zestaw standardów stosowanych w produkcji przemysłowej, zwłaszcza w branży farmaceutycznej, spożywczej oraz innych obszarach działalności gospodarczej.
Zasady DPP zapewniają wysoką jakość i czystość materiałów użytych do produkcji danego wyrobu oraz pełną kontrolę nad pochodzeniem, jakością surowców i całym procesem produkcyjnym. Stosowanie tych zasad podnosi poziom bezpieczeństwa produktów konsumenckich.
Standardy dobrej praktyki produkcyjnej opracowano pierwotnie dla przemysłu farmaceutycznego. Obecnie zgodność z DPP jest wymagana prawem także w innych sektorach. W odniesieniu do kosmetyków dobra praktyka produkcyjna jest opisana w normie PN EN ISO 22716, która jest normą zharmonizowaną na podstawie rozporządzenia 1223/2009/WE dotyczącego produktów kosmetycznych.
W sektorze produkcji żywności DPP ma na celu kształtowanie jakości odżywczej, bezpieczeństwa zdrowotnego oraz cech organoleptycznych żywności. Do głównych działań GMP podejmowanych przez zakłady produkujące żywność należą: 
- utrzymanie wymaganej higieny w środowisku naturalnym,
- zapewnienie właściwych warunków w trakcie magazynowania sprzętu technicznego, czynników chemicznych oraz produktów spożywczych,
- dbanie o dobry stan techniczny całego zakładu produkcyjnego,
- działania zabezpieczające przed plagami owadów i gryzoni w zakładzie,
- optymalne rozmieszczenie, oświetlenie oraz wentylacja oddziałów produkcyjnych i magazynów,
- utrzymanie gospodarki wodno-ściekowej,
- kontrola pracowników zakładu pod kątem ich stanu zdrowotnego